# Pfarrhaus (Aichen)

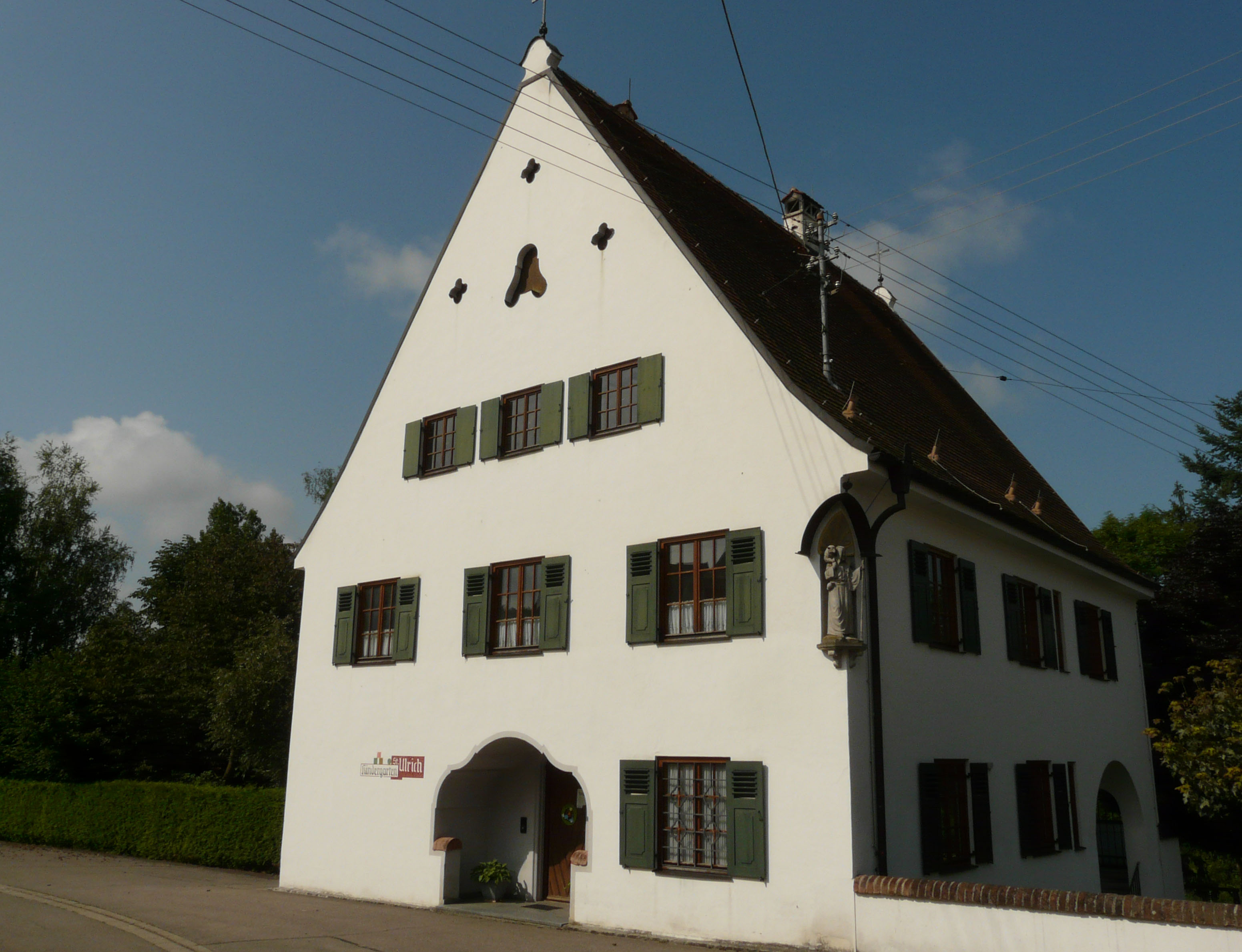
Ehemaliges Pfarrhaus in Aichen

Das Pfarrhaus in Aichen, einer Gemeinde im Landkreis Günzburg im bayerischen Regierungsbezirk Schwaben, wurde 1913 an der Stelle eines Vorgängerbaus aus dem Jahr 1664 errichtet. Das ehemalige Pfarrhaus an der St.-Ulrich-Straße 19, südlich der Pfarrkirche St. Ulrich, ist ein geschütztes Baudenkmal.

## Beschreibung
Der zweigeschossige neubarocke Satteldachbau wurde nach Plänen des Regierungsbaumeisters Andreas Utz errichtet. Er besitzt drei zu drei Fensterachsen. Vor dem Portal befindet sich ein offener Vorraum mit geschwungenem Eingang.  
Das in den 1980er Jahren umfassend renovierte Gebäude wird heute als Kindergarten genutzt.